# Pleomele
Pleomele is een geslacht uit de aspergefamilie. De soorten komen voor op Hawaï.

## Soorten
- Pleomele aurea
- Pleomele auwahiensis
- Pleomele fernaldii
- Pleomele forbesii
- Pleomele halapepe
- Pleomele hawaiiensis